# Leverage (série)
Leverage (no Brasil, Acerto de Contas; e em Portugual, Jogo de Audazes) é uma série de drama e de ação do canal norte-americano TNT que teve início em dezembro de 2008. A trama segue uma equipa de cinco pessoas, entre eles, vigaristas, especialistas em roubo e computadores, liderados pelo ex-investigador de seguros Nathan Ford que usa os seus conhecimentos para corrigir injustiças praticadas em cidadãos comuns.
A primeira temporada consistiu em 13 episódios. Inicialmente, os criadores John Rogers e Chris Downey, juntamente com o produtor Dean Devlin, planejavam encerrar a história ao final da temporada, sem renovação. A partir da segunda temporada, a produção foi transferida Los Angeles para Portland, no estado de Oregon, e a estreia ocorreu em 15 de julho de 2009. No Brasil, a série passou a ser exibida pelo canal Space em 2009 e, posteriormente, pela Rede Bandeirantes a partir de 2010. A série foi cancelada em 2012, após a exibição de cinco temporadas.
Uma adaptação homônima sul-coreana da série, composta por 16 episódios, foi exibida pelo canal TV Chosun entre 13 de outubro e 8 de dezembro de 2019. A distribuição ficou a cargo da Sony Pictures Television.
Em 9 de julho de 2021, um revival da série original, intitulado Leverage: Redemption, estreou na plataforma Freevee, com o retorno de boa parte do elenco principal. Em 2023, a série passou a ser distribuída pela Prime Video, que também confirmou a produção de uma terceira temporada.

## Visão Geral
O ex-investigador de seguros Nate Ford e sua equipa atuam como "Robin Hoods modernos" e se unem para se vingar de pessoas que usam seu poder e riqueza para prejudicar os mais fracos e devolver o que é deles por direito.

## Elenco e personagens
- Timothy Hutton Hutton interpreta Nathan Ford, o líder da equipa, ex-investigador de fraudes em seguros na IYS Insurance. Criado no sul de Boston, Nate pretendia tornar-se padre e chegou a passar um breve período num seminário antes de se tornar investigador. Enquanto trabalhava para a IYS, seu filho, ainda jovem, ficou gravemente doente com câncer, mas a empresa recusou-se a pagar pelo tratamento experimental de que ele precisava, o que resultou em sua morte. Isso levou Nate a beber, a divorciar-se de sua esposa Maggie e, eventualmente, a ser demitido da empresa. Hábil planejador, Nate usa sua experiência como investigador de seguros para antecipar os movimentos da sua equipa. Inicialmente, atuava nos bastidores, mas passa a participar ativamente das missões, o que chama a atenção de um velho rival, James Sterling. Durante a primeira temporada, o alcoolismo se torna um problema, mesmo após uma passagem por um centro de reabilitação. No início da segunda temporada, ele aparentemente desiste do álcool e passa a beber café.
- Gina Bellman interpreta Sophie Devereaux, uma atriz britânica especializada em roubos no ramo das artes. Ao longo da série, Sophie já se passou por uma atleta alemã, uma vendedora de cavalos do sul dos Estados Unidos e uma repórter da Nova Zelândia. Ela também usa vários nomes, mas nunca revela o seu verdadeiro nome, nem mesmo aos membros da equipa. Sophie tem um histórico com Nate, a quem conheceu dez anos antes, quando ele a investigava por roubo de pinturas. Em determinado momento, ambos reconhecem que há uma atração entre eles, mas não a expressam abertamente, o que deixa Sophie frustrada e desapontada. O problema de Nate com o álcool também é uma fonte de conflito entre os dois durante a primeira temporada.
- Christian Kane interpreta Eliot Spencer, um artista marcial altamente qualificado e especialista em armas. Seu papel nos roubos é, basicamente, proteger a equipa, o que normalmente o leva a muitas lutas. Eliot esteve exposto à violência durante praticamente toda a sua vida. Ele é proficiente no uso de armas de fogo, apesar de ter aversão a elas, além de dominar facas e uma variedade de outras armas de pequeno porte. Homem de muitos talentos, também é habilidoso como chefe de cozinha, cultiva sua própria comida e afirma dormir apenas 90 minutos por dia.
- Beth Riesgraf é Parker, uma especialista em roubos, furto de carteiras e abertura de cofres. É conhecida apenas pelo sobrenome. Parker assume todos os riscos durante as missões e valoriza o dinheiro acima de tudo. Costuma dizer coisas inapropriadas em ambientes sociais, embora Sophie tente ajudá-la a desenvolver essas habilidades. Parker tem a habilidade de desaparecer e reaparecer numa sala sem ser notada, até que se revele, o que geralmente deixa os outros membros da equipa desconcertados. Ela também demonstra uma curiosa fascinação não sexual por tocar em outras mulheres.
- Aldis Hodge é Alec Hardison, um especialista em computadores e internet, além de hacker. Ele se autodenomina um geek e fã de ficção científica. Assim como Parker, foi adotado por uma mulher a quem ele se refere como "nana". Hardison é capaz de invadir a maioria, senão todos, os sistemas eletrônicos, e raramente é apanhado. Ele foi o responsável por planejar o sistema eletrônico do quartel-general da Leverage Consulting em Los Angeles. Na segunda temporada, ele compra o prédio onde Nate mora e o transforma no novo quartel-general da equipa.

## Lançamento em DVD
Em 14 de julho de 2009, a Paramount Home Entertainment e a CBS DVD lançaram a primeira temporada de Leverage em DVD na Região 1 (apenas nos Estados Unidos).

## Temporadas

### Primeira temporada
Em 7 de dezembro de 2008, a estreia foi assistida por 5,6 milhões de espectadores e marcou o melhor desempenho de uma série original da TNT entre adultos de 18 a 49 anos durante a temporada regular de transmissões. Ao longo dos seus nove primeiros episódios, Leverage teve uma média de 3,2 milhões de espectadores, incluindo 1,4 milhão de adultos entre 18 e 49 anos, considerando a audiência ao vivo e no mesmo dia. Os seis primeiros episódios mostraram um forte crescimento quando comparados aos números do Live +7, com a audiência total subindo 33%, para 4,1 milhões, e o público de 18 a 49 anos aumentando 42%, chegando a 1,9 milhão.

### Segunda temporada
Dados da TNT indicam que uma grande porcentagem dos telespectadores gravou o final da segunda temporada de Leverage para assistir mais tarde. A audiência no Live +7 foi de 4,2 milhões de espectadores, o que representa um aumento de 70 por cento em relação à audiência ao vivo do mesmo episódio. Além disso, ao longo da temporada, a audiência no Live +7 foi, em média, 58 por cento maior do que a audiência ao vivo.

### Terceira temporada
A terceira temporada de Leverage estreou em 20 de junho de 2010. Teve uma média de aproximadamente 3,0 milhões de espectadores nos dois episódios e manteve uma classificação de 1.0 entre adultos de 18 a 49 anos.

### Quarta temporada
O episódio de estreia da quarta temporada, exibido em 26 de junho de 2011, foi assistido por 3,42 milhões de telespectadores, um aumento de 10 por cento em relação à estreia da temporada anterior.

### Quinta temporada
Em 2011, a TNT encomendou a produção da quinta temporada, composta por 15 episódios, com estreia prevista para meados de 2012. O episódio final, transmitido em 25 de dezembro daquele ano, foi assistido por aproximadamente 3,04 milhões de telespectadores.

## Distribuidores
| Local         | Canal    | Estréia              |
| ------------- | -------- | -------------------- |
| Austrália     | FOX8     | 7 de Janeiro de 2009 |
| Brasil        | Space    | 17 de Março de 2009  |
| Portugal      | AXN      | 19 de Março de 2009  |
| Países Baixos | RTL5     | 2 de Abril de 2009   |
| Espanha       | AXN      | 16 de Abril de 2009  |
| Itália        | Joi      | 17 de Abril de 2009  |
| Polónia       | nScreen  | 18 de Maio de 2009   |
| Malásia       | AXN Asia | 18 de Maio de 2009   |
| Lituânia      | TV3      | 27 de Maio de 2009   |
| Singapura     | AXN Asia | 18 de Maio de 2009   |
| África do Sul | SET      | 2 de Abril de 2009   |
| Indonésia     | AXN Asia | 18 de Maio de 2009   |
| Dinamarca     | TV3 Puls | 6 de Junho de 2009   |